# 喬爾尼波季克河 (維什尼亞河支流)
喬爾尼波蒂克河（烏克蘭語：Чорний Потік），是烏克蘭西部的河流，屬於維什尼亞河的右支流。該河流經利維夫州的亞沃里夫區，河道全長11公里，流域面積36.8平方公里。